# Materialista
Materialista (dawniej: materyalista, materjalista, czasem także drogista) – osoba trudniąca się w XIX i na początku XX wieku w Królestwie Polskim sprzedażą materiałów aptecznych i farb. Nazwa zawodu nawiązuje do sprzedaży materiałów aptecznych lub też do miejsca wykonywania pracy, zwanego z języka francuskiego drogerią. Materialistą mógł zostać pomocnik aptekarza, który zdał odpowiedni egzamin państwowy. Warunkiem przystąpienia do takiego egzaminu było ukończenie dwuletniej praktyki aptekarskiej. Kandydat musiał potwierdzić swoją wiedzę ze znajomości materiałów farmaceutycznych z ich ustawowych wykazów. Powinien także znać się na rodzajach farbach, gdyż ich skład był często groźny dla zdrowia i życia człowieka. Ponadto materialista musiał umieć rozpoznawać aktywne substancje czynne, by nie mylić ich z truciznami i wiedzieć, w jakich warunkach je przechowywać. Dodatkowo musiał potrafić rozróżniać środki medyczne i ich gatunki od imitacji, mieć ogólną wiedzę na temat przechowywania substancji medycznych, szczególnie tych łatwo psujących się lub łatwolotnych. Dodatkowo powinien być uzbrojony w wiedzę z zakresu sprzedaży, dystrybucji i magazynowania tych środków.